# Cái chết của Breonna Taylor
Vào ngày 13 tháng 3 năm 2020, Breonna Taylor, một phụ nữ 26 tuổi người Mỹ gốc Phi, đã bị các sĩ quan của Sở Cảnh sát Metro Louisville (LMPD) Jonathan Mattingly, Brett Hankison và Myles Cosgrove bắn chết. Ba sĩ quan này lao vào căn hộ của cô ở Louisville, Kentucky, trong khi thực hiện "lệnh bắt không có tiếng gõ". Theo cảnh sát, bạn trai của Taylor, Kenneth Walker đã nổ súng trước, làm bị thương một nhân viên thực thi pháp luật và cảnh sát đã nổ súng đáp lại. Taylor đã bị bắn tám lần.
Cuộc điều tra do LMPD được tập trung vào hai cá nhân bị nghi ngờ bán chất bị kiểm soát từ một nhà thuốc cách đó hơn 10 dặm (16 km), nhưng lệnh khám xét bao gồm nơi ở của Breonna Taylor, người đã bị nghi ngờ nhận ma túy trong vụ án.